# Doclights
Die Doclights GmbH ist eine deutsche Dokumentarfilm-Produktionsfirma für TV- und New-Media-Formate und Kinofilme.

## Geschichte
Die Doclights GmbH wurde 2010 als Tochterunternehmen der Studio Hamburg Produktion Gruppe gegründet. Sie vereint die ehemaligen non-fiktionalen Bereiche Factual Entertainment und NDR Naturfilm des Produktionshauses unter einem neuen Dach, die beiden Abteilungen blieben dabei aber bestehen und arbeiten größtenteils getrennt voneinander. Die in Hamburg-Tonndorf ansässige Produktionsfirma entwickelt und produziert non-fiktionale Programme, vor allem Reportagen, Dokumentationen, Doku-Soaps, Factual-Entertainment-Formate und Naturfilme. Für seine Produktionen arbeitet das Unternehmen regelmäßig mit bekannten deutschen Moderatoren wie Judith Rakers oder Markus Lanz zusammen. Zu den Auftraggebern und Partnern gehören neben den öffentlich-rechtlichen Rundfunkanstalten auch private sowie internationale Sender wie zum Beispiel National Geographic oder die BBC. Damit gehört die Doclights zu den führenden Dokumentar-Produzenten in Deutschland. Die Filme der Doclights haben in den vergangenen Jahren regelmäßig renommierte nationale und internationale Preise gewonnen.
Im Januar 2011 übernahm ZDF Enterprises 49 % der Anteile der Doclights GmbH. Die restlichen 51 % hält weiterhin die Studio Hamburg Produktion Gruppe. Darüber hinaus ist Doclights seit Mai 2010 mit 25,1 % an der Kölner Firma Gruppe 5 Filmproduktion GmbH beteiligt. Geschäftsführer der Doclights sind Michaela Hummel, die für den Bereich Dokutainment verantwortlich ist, und Jörn Röver, der die Abteilung Naturfilm leitet. Diese Bereiche hatten beide bereits vor der Gründung von Doclights in der Studio Hamburg Produktion Gruppe verantwortet.

## Dokutainment
Der Bereich Dokutainment produziert und entwickelt Reportagen, Unterhaltungsformate und Doku-Soaps. Geleitet wird die Abteilung von Michaela Hummel, die seit 2006 für die Studio Hamburg Produktion Gruppe arbeitet und dort im Juli 2007 die Leitung des non-fiktionalen Bereichs Entertainment übernommen hat, ehe sie 2010 zur Geschäftsführerin von Doclights aufstieg. Zu den langjährigen Produktionen der Dokutainment-Abteilung gehören unter anderem die Zoo-Doku-Soap „Leopard, Seebär & Co“ aus dem Hamburger Tierpark Hagenbeck, die von 2012 bis 2018 von Doclights produziert wurde, oder die mehrteiligen Inselreportagen mit Judith Rakers. Weitere bekannte Produktionen sind das Sozialexperiment „Der Rassist in uns“ mit Sascha Lobo (ZDFneo), die Interviewreihe „FilmFrauen“ (ZDFkultur) oder die ARD-Serie „Die Tierärzte – Retter mit Herz“. Außerdem produziert die Dokutainment-Abteilung Filme für verschiedene Fernsehsendungen wie beispielsweise terra x oder die ZDF.reportage. Die Dokutainment-Produktionen wurden unter anderem mit dem Deutschen Fernsehpreis (2018), (2013) und dem Herbert Quandt Medien-Preis (2015) ausgezeichnet.

## Naturfilm
In der Naturfilm-Sparte der Doclights GmbH liegt der Schwerpunkt der Produktionen auf dem Natur- und Wissenschaftsbereich. Sie wird vom Diplom-Biologen und Produzenten Jörn Röver verantwortet, der seit 2001 bis zur Gründung von Doclights bereits die Naturfilmproduktion im Studio Hamburg geleitet und in den vergangenen Jahren die Video-on-Demand-Plattform Tierwelt live aufgebaut hat.
Für die Reihen „Expeditionen ins Tierreich“ (NDR) und die ARD-Reihe „Erlebnis Erde“ produziert die Abteilung jedes Jahr mehrere Filme, oft in Kooperation mit dem WDR, BR, MDR, RBB, Arte, National Geographic, Animal Planet, ORF, Terra Mater oder der britischen BBC. Zum Produktionsportfolio gehören darüber hinaus auch Kinofilme. In Zusammenarbeit mit internationalen Tierfilmer-Teams entstanden erfolgreiche und vielfach preisgekrönte Kinofilme wie „Serengeti – So haben sie Afrika noch nie gesehen“, „Russland – Im Reich der Tiger Bären und Vulkane“, „Das grüne Wunder - Unser Wald“ und „Die Nordsee – Unser Meer“. Die Naturfilme haben auf den beiden weltweit bedeutendsten Tierfilmfestivals, dem Wildscreen Festival in Bristol und dem Jackson Hole Wildlife Film Festival im US-amerikanischen Grand Teton National Park, bereits mehrere Preise gewonnen. Die Doclights ist damit Deutschlands führender Produzent im Genre Tier- und Naturfilm.

## Filme (Auswahl)
- 2010: Bama, der Gorillamann (NDR, Regie: Ernst Sasse)
- 2010: Abenteuer Mittelmeer (3 Folgen; NDR, Regie: Thomas Behrend)
- 2010: Expedition Neu-Guinea (3 Folgen, Das Erste, NDR, eine Co-Produktion von Doclights und BBC. Regie deutsche Fassung: Lothar Frenz. Moderation: Ulla Lohmann)
- 2010: 50 Jahre „Expeditionen ins Tierreich“ (NDR, Autor: Heiko De Groot)
- 2010: Wildes Japan (2 Folgen, Das Erste, NDR, ORF; ARTE, National Geographic, Regie: Thoralf Grospitz, Jens Westphalen)
- 2010: Helgoland – Insel im Sturm (NDR, ARTE, Regie: Robert Morgenstern)
- 2011: Serengeti (Kinofilm. Eine Co-Produktion von Doclights, NDR, Universum Film, Regie: Reinhard Radke, Sprecher: Hardy Krüger jr., Musik: Martin Lingnau, Ingmar Süberkrüb)
- 2011: Russland – Im Reich der Tiger, Bären und Vulkane (Kinofilm. Eine Co-Produktion von Doclights, NDR, Polyband. Autor: Jörn Röver, Sprecher: Siegfried Rauch, Musik: Kolja Erdmann)
- 2011: Wildes Skandinavien (7 Folgen. Eine Co-Produktion von Doclights, NDR, Das Erste, WDR, National Geographic, Animal Planet, S4C, ORF, Arte, SVT. Regie: Jan Haft, Oliver Goetzl, Uwe Anders, Tobias Mennle, Heiko De Groot)
- 2011: Wildes Deutschland (fortlaufende Serie seit 2011, Das Erste, NDR, ARTE, andere ARD-Anstalten. Einzelfolgen 2011: Nordfriesland, Schwarzwald, Vorpommern, Berchtesgadener Land, Spreewald, Sächsische Schweiz)
- 2011: Mythos Amazonas (3 Folgen, Das Erste, NDR, ARTE, National Geographic, Animal Planet. Regie: Christian Baumeister)
- 2011: Expedition Himalaja (3 Folgen. Das Erste, NDR, eine Co-Produktion von Doclights und BBC. Regie deutsche Fassung: Tom Synnatzschke. Moderation: Henry M. Mix)
- 2011–2012: Von Meisterhand – Traditionsberufe suchen Nachwuchs (6 Folgen, NDR)
- 2012: Das grüne Wunder – Unser Wald (Kinofilm. Eine Co-Produktion von Doclights und Nautilus Film für NDR, Polyband. Regie: Jan Haft, Text: Jan Haft, Jörn Röver, Sprecher: Benno Fürmann, Musik: Jörg Magnus Pfeil, Sigi Mueller)
- 2012: Der Held aus dem Dschungelbuch - Lippenbären (2 Folgen. Das Erste, NDR, Arte, BBC, National Geographic, NHK, ORF. Regie: Oliver Goetzl, Kamera: Ivo Nörenberg)
- 2012: Jäger der Anden – der Puma (Das Erste, NDR, Arte, National Geographic, Terra Mater Factual Studios. Regie: Uwe Müller)
- 2012: Jaguar – Unbekannter Dschungeljäger (Das Erste, NDR, Arte, National Geographic, Terra Mater Factual Studios. Regie: Christian Baumeister)
- 2012: Serengeti (3 Folgen inkl. Making-Of, NDR, Arte, rbb, National Geographic. Regie: Reinhard Radke)
- 2012: Wildes Schottland (Das Erste, NDR, Arte, Regie: Ernst Sasse, Hans-Peter Kuttler)
- 2012: Wildes Deutschland – Der Pfälzerwald (Das Erste, NDR, Arte, SWR. Regie: Klaus Weißmann, Tobias Mennle, Klaus Sziringer)
- 2012: Wildes Deutschland – Die Uckermark (Das Erste, NDR, Arte, RBB. Regie: Christoph Hauschild)
- 2012: Wildes Deutschland – Der Thüringer Wald (Das Erste, MDR, NDR, Arte. Regie: Uwe Müller)
- 2012: Sehnsucht Mongolei mit Markus Lanz (ZDF)
- 2012–2016: Die Büffelranch (ZDF)
- 2012–2018: Leopard, Seebär & Co. (Staffeln 3–5, ARD)
- 2013: Alfred Brehm – Die Gefühle der Tiere (arte/NDR)
- 2013: Das Geld bleibt im Dorf (Servus TV)
- 2013: Die Nordsee – Unser Meer (Kinofilm. Eine Co-Produktion von Doclights, NDR und Polyband. Autor: Jörn Röver, Sprecher: Axel Prahl, Musik: Oliver Heuss)
- 2013: Die Rückkehr der Raubtiere (2 Folgen, NDR, Regie: Holger Vogt, Moderation: Tim Berendonk)
- 2013: Geparden (NDR, Arte, National Geographic. Regie: Reinhard Radke)
- 2013: Wildes Deutschland – Der Stechlin – Im Reich der klaren Seen (Das Erste, NDR, Arte, RBB. Regie: Christoph Hauschild)
- 2013: Auf der Flucht – Das Experiment (4 Folgen, ZDFneo/ZDF)
- 2013: Der Star auf meiner Couch (20 Folgen, ZDF)
- 2013–2015 Mit Herz und Hammer (17 Folgen, ZDF)
- 2014: Schicksal Armutsfalle – mit Judith Rakers (NDR)
- 2014: Der Rassist in uns (ZDFneo)
- 2014: Projekt Hühnerhof (2 Folgen, ZDF)
- 2014: Wildes Deutschland – Die Lausitz (Das Erste, NDR, Arte, MDR, rbb. Regie: Henry M. Mix)
- 2014: Geheimnisse im Garten (2 Folgen, Das Erste, NDR, ARTE, ORF. Regie: Jan Haft)
- 2014: Mythos Kongo (3 Folgen, Das Erste, NDR, WDR, Arte, ORF, National Geographic. Regie: Thomas Behrend)
- 2014: Wildes Baltikum (2 Folgen, Das Erste, NDR, Arte, ORF. Regie: Christoph Hauschild)
- 2014: Wildes Italien (2 Folgen, Das Erste, NDR, Arte, BR, ORF, Regie: Ernst Sasse, Hans-Peter Kuttler)
- 2014: Der Große Kaukasus (Das Erste, NDR, WDR, Terra Mater Factual Studios, Channel ONE, Regie: Henry M. Mix)
- 2014: Die Löwen – Das wahre Leben der Raubkatzen (NDR, HR, ARTE, Regie: Reinhard Radke)
- 2014: Die Südheide (NDR, Regie: Günter Goldmann)
- 2015: Wildes Australien (5 Folgen, Das Erste, NDR, Arte, Terra Mater Factual Studios, National Geographic. Regie: Jens Westphalen und Thoralf Grospitz)
- 2015: Planet Deutschland (Kinofilm. Eine Co-Produktion der Doclights mit Gruppe 5 für NDR, Filmförderung NRW, Polyband. Regie: Stefan Schneider. Sprecher: Max Moor, Musik: Markus Lehnmann-Horn)
- 2015: Die Elbe (2 Folgen, Das Erste, NDR, MDR, Arte. Regie: Svenja und Ralph Schieke)
- 2015: Wenn es Nacht wird im Ozean (Das Erste, NDR, WDR, rbb, Terra Mater Factual Studios, ARTE France, SVT, Discovery Channel. Regie: Rick Rosenthal)
- 2015: Insel der Pinguine - Südgeorgien (Das Erste, NDR, ORF. Regie: Roland Gockel, Rosie Koch)
- 2015: Der Elchdetektiv von Öland (NDR, ARTE, SVT Regie: Heiko De Groot)
- 2015: Der Solling – Niedersachsens wilder Süden (NDR, Regie: Günter Goldmann)
- 2015: Echtzeit – Hoher Preis für billige Klamotten mit Collien Ulmen-Fernandes (RTL2)
- 2015: ZDFdonnerstalk mit Dunja Hayali (Pilot & 4 Folgen, ZDF)
- 2015: Plötzlich Krieg? – Ein Experiment (4 Folgen, ZDFneo)
- 2015: Musik entdecken mit Thomas Hengelbrock (2 Folgen, ARTE)
- 2015: Judith Rakers im Silicon Valley (NDR)
- 2015: Hinter feindlichen Linien – Nato-Deserteure in der DDR (ZDFinfo)
- 2015: Neuanfang in Hamburg – Vom Flüchtling zum Flüchtlingshelfer (ZDFinfo)
- 2016: Amerikas Naturwunder (9 Folgen, Das Erste, NDR, National Geographic US, Arte, ORF. Regie: Jan Haft, Oliver Goetzl, Uwe Anders, Henry M. Mix, Yann Sochaczewski8, Florian Graner, Zoltán Török, Heiko De Groot)
- 2016: Auf Leben und Tod (7 Folgen Co-Produktion mit Silverback Films für BBC, Das Erste, NDR, WDR, BR. Regie: Alastair Fothergill)
- 2016: Wildes Deutschland – Die Havel und die Müritz (2 Folgen, Das Erste, NDR, rbb, MDR, Arte. Regie: Svenja und Ralph Schieke)
- 2016: Der Kleine Kaukasus (NDR, Channel One Russia, Terra Mater Factual Studios, WDR, HR. Regie: Henry M.Mix)
- 2016 Wildes Karelien (MDR, NDR. Regie: Axel Gebauer und René Kirschey)
- 2016: Die neuen Nachbarn – Flüchtlinge in Berlin (ZDFinfo)
- 2016: Thomas Hengelbrock und das NDR Elbphilharmonie Orchester (ARTE)
- 2017: Wildes Neuseeland (3 Folgen, Co-Produktion mit BBC, Das Erste, NDR, Arte, Terra Mater Factual Studios, National Geographic. Regie: Robert Morgenstern, Mark Flowers, Nick Easton)
- 2017: Wildes Südafrika (4 Folgen, Das Erste, NDR, BR, rbb, Terra Mater Factual Studios, National Geographic. Regie: Thomas Behrend)
- 2017: Heinz Sielmanns 100. Geburtstag (NDR. Regie: Michael Sutor)
- 2017: Äthiopien – Im Hochland der Wölfe (NDR, Terra Mater Factual Studios, France Télévisions, Curiosity Stream, SVT, DR, NRK, YLE). Regie: Henry M. Mix, Yann Sochaczewski
- 2017: Mythos Galapagos (2 Folgen, Das Erste, NDR, Terra Mater Factual Studios, rbb, Curiosity Stream. Regie: Thomas Behrend)
- 2017: Die Hohe Tatra (2 Folgen, Das Erste, NDR, MDR, Terra Mater Factual Studios, RTVS, SVT. Regie: Eric Baláz)
- 2017: Wildes Spanien (2 Folgen, Das Erste, NDR, Arte, ORF. Regie: Hans-Peter-Kuttler)
- 2017: Manipuliert (mit Sascha Lobo, ZDFneo)
- 2017: Mission Che Guevara – Die Deutsche, die sein Schicksal wurde (ZDFinfo)
- 2017: Armes, reiches Deutschland – Wohlstand in Gefahr? (ZDFreportage)
- 2017: Endlich Klartext – Der große RTL II Politiker-Check (RTL)
- 2018: Der Kleine Panda (Das Erste, NDR, Arte, mdr, BR, ORF, Curiosity Stream Regie: Axel Gebauer)
- 2018: Wale für unserer Küste (Das Erste, NDR, rbb Regie: Holger Vogt)
- 2018: Die Lauenburgischen Seen (NDR, Regie: Christoph Hauschild)
- 2018: Wilde Medizin – Die Superkräfte der Tiere (NDR, ARTE Regie: Heiko De Groot)
- 2018: Geheimnisvolles Mittelmeer (2 Folgen, NDR, rbb, Terra Mater Factual Studios. Regie: Thomas Behrend)
- 2018: Polarwölfe (3 Folgen, Das Erste, NDR, Arte, WDR, NHK, SVT, CBC, WNET, Terra Mater Factual Studios. Regie: Oliver Goetzl, Ivo Nörenberg)
- 2018: Die kleinen Giganten des Nordens – Das Geheimnis der Lemminge (Das Erste, NDR, WDR, Arte, ORF, SVT. Regie: Zoltán Török)
- 2018: Die Ostsee (3 Folgen, Das Erste, NDR, Arte, mdr, rbb, Terra Mater Factual Studios. Regie: Christoph Hauschild)
- 2018: Die Weihnachtsinsel und der Palmendieb (NDR, Terra Mater Factual Studios, SVT. Regie: Moritz Katz und Braydon Moloney)
- 2018: Wutsache: Abstiegsangst (ZDF)
- 2018: Ausgerechnet Island - Leben zwischen Fjorden und Vulkanen (ZDF)
- 2018: Dorf sucht Doc – Der lange Weg zur eigenen Praxis (SWR)
- 2018: Heimatküche (NDR)
- 2018: Bauer gesucht! Wer übernimmt den Knospenhof? (SWR), SWR, 2018
- 2018: Was Frauen wollen und Männer denken - Streitfall Emanzipation (ZDF)
- 2018: Mein Traum vom Hof, 4 Folgen (NDR)
- 2019: Magie der Fjorde (Das Erste, NDR, Arte, rbb, ORF, SVT, Curiosity Stream. Regie: Jan Haft)
- 2019: Auf Wiedersehen Eisbär (Das Erste, NDR, ORF, SVT, NRK, France Télévisions, Smithsonian Channel. Regie: Asgeir Helgestad)
- 2019: Wales – Großbritanniens wilder Westen (NDR, Arte, ORF. Regie: Hans-Peter Kuttler)
- 2019: Das Oderdelta (NDR, Arte, rbb, MDR, ORF. Regie: Christoph Hauschild)
- 2019: Die fünf Geparde (NDR, Arte, HR. Regie: Reinhard Radke)
- 2019: Afrikas geheimnisvolle Welten – Im Herzen des Vulkans (2 Folgen: NDR, Arte, ORF, HR, SVT. Regie: Oliver Goetzl)
- 2019: Lost Places – Schicksalsorte der deutschen Teilung (ZDFinfo)
- 2019: FilmFrauen. Die Interviews (ZDFkultur)
- 2019: Inselreportagen mit Judith Rakers, 2 neue Folgen (NDR)
- 2019: Radikalisiert (mit Sascha Lobo, ZDFneo)
- 2020: Elefanten hautnah (3 Folgen, Das Erste, NDR, Arte, ORF. Regie: Thoralf Grospitz, Jens Westphalen)
- 2020: Naturwunder Okawango (3 Folgen, Co-Produktion mit Terra Mater, Das Erste, NDR, HR, ARTE France, PBS, SVT National Geographic. Regie: Dereck und Beverly Joubert)
- 2020: Afrikas geheimnisvolle Welten - Die Insel der Affen (2 Folgen, NDR, Arte, WDR, ORF, SVT, Smithsonian Channel. Regie: Oliver Goetzl)
- 2020: Im Reich der Wolga (3 Folgen, Das Erste, NDR, WDR, Arte, MDR, ORF, Channel One Russia, Curiosity Stream. Regie: Henry M. Mix)
- 2020: Unbekanntes Madagaskar (2 Folgen, Das Erste, NDR, Arte, ORF. Regie: Thomas Behrend)
- 2020: Wildes Deutschland - Der Harz (2 Folgen, Das Erste, NDR, MDR. Regie: Uwe Anders)
- 2020: Der Wald der wilden Katzen (NDR, MDR, ARTE) Regie: Uwe Anders
- 2020: Stadt, Land, Fuchs (Das Erste, NDR, rbb, Arte, SVT. Regie: Roland Gockel)
- 2020: Die Rückkehr der Biber (Das Erste, NDR, WDR, BR, SWR, Arte. Regie: Klaus Weißmann)
- 2020: Wilde Tiere an der Leine (NDR, Regie: Ralph und Svenja Schieke)
- 2020 Afrikas Jäger der Nacht (NDR, Terra Mater Factual Studios Regie: Reinhard Radke)
- 2020: Der Clan der Hyänen (ARTE, Regie: Reinhard Radke)
- 2020: Servale - Afrikas unbekannte Katzen (NDR, ARTE, ORF Regie: Reinhard Radke)
- 2020 Riesenkraken – Geheimnisvolle Wesen aus der Tiefe (NDR, ARTE, ORF. Regie: Florian Graner)
- 2020: Endlich Landärztin – Neustart mit Hindernissen (SWR)
- 2020: Früher war alles besser! Oder? – Wertarbeit und weiße Weihnacht – Eine Zeitreise (ZDF)
- 2020: Polizeipferde im Einsatz (VOX)
- 2020: Die Tierärzte – Retter mit Herz (ARD)
- 2020: Geheime Bunker (ZDFinfo)
- 2021: Das geheime Leben der Rothirsche (Das Erste, NDR, MDR, Arte, Terra Mater Factual Studios. Regie: Axel Gebauer)
- 2021: Wildes Deutschland – Die Schorfheide (Das Erste, NDR, rbb, MDR. Regie: Christoph und Almut Hauschild. Musik: Frank Beckmann, eingespielt von der NDR Radiophilharmonie Hannover)
- 2021: Haie eiskalt! (Das Erste, NDR, Arte, ORF, SVT, HR, Curiosity Stream. Regie: Christina Karliczek-Skoglund)
- 2021: Stilles Land – Vom Verschwinden der Vögel (NDR, Arte, Terra Mater Factual Studios. Regie: Heiko De Groot)
- 2021: Naturwunder Pantanal und Unter Raubkatzen und Ameisenbären (2 Folgen, Das Erste, NDR, WDR, rbb, ARTE, ORF, Regie: Christoph und Almut Hauschild. Wissenschaftliche Begleitung und Protagonistin: Lydia Möcklinghoff)
- 2021: Ungarns wilde Pferde (NDR, WDR, SVT, Terra Mater Factual Studios, Ungarische Filmförderung. Regie: Zoltan Török)
- 2021: Die Friesischen Inseln (2 Folgen, Das Erste, NDR, WDR, Arte, ORF. Regie: Heike Grebe)
- 2021: Die Leopardin (2 Folgen NDR, Arte. Regie: Reinhard Radke)
- 2021: Naturwunder Nordalaska – Ein Paradies in Gefahr(Co-Produktion mit Terra Mater Factual Studios, Das Erste, NDR, ARTE FRANCE, PBS, CPB, SVT, National Geographic. Regie: Florian Schulz)
- 2021: Paviane Hautnah – Eine schrecklich nette Familie (Terra Mater Factual Studios. Regie: Oliver Goetzl)
- 2021: Tierisches Hamburg (NDR, ARTE, Terra Mater Factual Studios Regie: Holger Vogt)
- 2021: Die Oker - Wildnis zwischen Harz und Braunschweig (NDR, ARTE Regie: Georg Rüppell, Dagmar Hilfert-Rüppell)
- 2021: Tierische Heimkehrer (Das Erste, NDR, MDR, ARTE, SWR Regie: Alexander Sommer)

## Auszeichnungen (Auswahl)
- 2008 Beste Moderation für „Abenteuer Yukon“, Wildscreen (England)
- 2009 Beste Kamera für „Mythos Wald“, Jackson Hole Wildlife Film Festival (USA)
- 2010 Panasonic Cinematography Award für „Mythos Wald“, Wildscreen (England)
- 2010 Nominierung Beste Kamera Natur für „Wildes Russland - Kamtschatka“, News and Documentary Emmy Awards (USA)
- 2010 Gold World Medal für „Wildes Russland (Serie)“, New York Film Festival (USA)
- 2011 Bester Sound für „Serengeti“ und Marian Zunz Newcomer Award für „Helgoland – Insel im Sturm“, Jackson Hole Wildlife Film Festival (USA)
- 2011 Nominierung Beste Dokumentation für “Wildes Japan”, International Emmy Awards (New York/USA)
- 2012 Herbert Quandt Medien-Preis für „Von Meisterhand – Traditionsberufe suchen Nachwuchs“
- 2012 Animal Behaviour Award für “Held aus dem Dschungelbuch – Der Lippenbär” und Bester Schnitt für “Das grüne Wunder – Unser Wald”, Wildscreen (England)
- 2012 Wildnis Natur Preis für „Held aus dem Dschungelbuch – Der Lippenbär“ und Preis der Kinderjury für Wildes Deutschland – Die Sächsische Schweiz, Darsser Naturfilmfestival, Deutschland
- 2012 Beste Kamera für „Jäger der Anden – Der Puma“, Green Screen Naturfilmfestival, Deutschland
- 2013 Der Deutsche Fernsehpreis, Kategorie Beste Unterhaltung Doku/Dokutainment für „Auf der Flucht - Das Experiment“ (ZDFneo/ZDF)
- 2013 Bester Film für “Wildes Skandinavien – Norwegen”, Animal Behavior Society Film Festival (ABS), USA
- 2014 Wildlife Filmpreis für „Der große Kaukasus“ und Musikpreis für „Mythos Kongo – Fluss der Extreme“, NaturVision, Deutschland
- 2014 Beste Kamera für „Australien – Im Reich der Riesenkängurus“ und Heinz-Sielmann-Filmpreis für „Die Rückkehr der Raubtiere“, Green Screen Naturfilmfestival, Deutschland
- 2015 Katholischer Medienpreis für „Neuanfang in Hamburg – Vom Flüchtling zum Flüchtlingshelfer“, Auszeichnung journalistisch WERTvoll
- 2015 Herbert Quandt Medien-Preis für „Projekt Hühnerhof“ mit Dirk Steffens
- 2015 Best Wildlife Habitat Program für „Mythos Kongo – Fluss der Extreme“, Jurypreis für „Geheimnisvoller Garten – Frühlingserwachen“, Jackson Hole Wildlife Film Festival, USA
- 2015 Bester Film Wildnis und Natur, Bester Schnitt und Publikumspreis für „Amerikas Naturwunder – Saguaro“, Darsser Naturfilmfestival, Deutschland
- 2016 Bester Dokumentarfilm für „Amerikas Naturwunder – Yosemite“, NYLA (New York Los Angeles International Film Festival), USA
- 2017 Deutscher Wildlife Filmpreis für „Äthiopien – Im Hochland der Wölfe“, NaturVision Film Festival, Deutschland
- 2017 Nominierung Outstanding Narrator für „Wildes Neuseeland“/Sam Neill, US Emmy Awards
- 2017 Nominierung Outstanding Cinematography Documentary für “Wildes Neuseeland”, News & Documentary Emmy Awards, USA
- 2017 Silver World Medal, Kategorie Natur & Wildlife, für „Amerikas Naturwunder (Serie)“, New York Festivals, USA
- 2017 Special Jury Award Nature & Wildlife für „Amerikas Naturwunder – Yellowstone“, 50th WorldFest Houston, USA
- 2017 Best Film für „Die kleinen Giganten des Nordens – Das Geheimnis der Lemminge“, Animal Behavior Film Festival, USA
- 2017 Nordischer Naturfilmpreis für „Wilde Ostsee – Von Dänemark bis Lettland (Teil 1)“, Beste Story und Beste Musik für „Äthiopien – Im Hochland der Wölfe“, Beste Kamera für „Wildes Neuseeland – Im Reich der Extreme (Teil 2)“ und Bester Meeresfilm für „Auf Leben und Tod – Das Meer“, Greenscreen Internationales Naturfilmfestival, Deutschland
- 2017 Best Conservation Film für „Auf Leben und Tod – Retter der Raubtiere“ und Best Editing für „Auf Leben und Tod – Der Wald“, Jackson Hole Wildlife Film Festival, USA
- 2017 Bester Film – Wildnis für „Natur für Äthiopien – Im Hochland der Wölfe“, Beste Kamera für „Wildes Neuseeland – Im Reich der Extreme“ und Bestes Buch für „Lemminge – Kleine Giganten“, Darsser Naturfilmfestival, Deutschland
- 2018 Deutscher Fernsehpreis, Kategorie Beste Information für „Endlich Klartext - Der große RTL II Politiker Check“ (RTL II)
- 2018 Nominierung Deutscher Fernsehpreis, Kategorie Beste Moderation Information/Einzelleistung für „Dunja Hayali“ (ZDF)
- 2018 Wildlife Prize für „Die kleinen Giganten des Nordens – Das Geheimnis der Lemminge“, Festival de L´Oiseau et de la Nature, Frankreich
- 2018 Deutscher Wildlife Filmpreis für „Polarwölfe – Überleben in Kanadas Arktis“, NaturVision Film Festival, Deutschland
- 2018 Bester Film für „Polarwölfe – Überleben in Kanadas Arktis“, Beste Kamera und Beste Musik für „Norwegens Naturwunder - Magie der Fjorde“, Nordischer Filmpreis für „Die Lauenburgischen See“ und Bester Meeresfilm für „Galapagos – im Bann der Meeresströmungen“, Greenscreen Internationales Naturfilmfestival, Eckernförde, Deutschland
- 2018 Bester Film / Wildnis Natur und Preis der Kinderjury für „Norwegens Naturwunder – Magie der Fjorde“ und Beste Story / Jurypreis für herausragende Leistungen für „Polarwölfe – Überleben in Kanadas Arktis“, Darsser Naturfilmfestival, Deutschland
- 2018 Deutscher Meeresfilmpreis für „Wale vor unserer Küste“, Cinemare Internationales Meeresfilmfestival, Deutschland
- 2019 Grand Prix und Special Award for Best Sound für „Norwegens Naturwunder - Magie der Fjorde“, Albert, Festival International du Film Animalier, Frankreich
- 2019 Prix Ushuaia TV für „Auf Wiedersehen Eisbär“, Festival International de Film de mer, Les Écrans de la mer, Frankreich
- 2019 Bester Film für „Herrscher einer vergessenen Welt – Biokos Drills“, Beste Kamera und Preis der Jugendjury für „Die Weihnachtsinsel und der Palmendieb“ und Nordischer Filmpreis für „Das Oder-Delta“, Greenscreen Internationales Naturfilmfestival, Deutschland
- 2019 Bestes Sounddesign für „Die Weihnachtsinsel und der Palmendieb“, Darsser Naturfilmfestival, Deutschland
- 2020 Nominierung Grimme-Preis, Kategorie Information & Kultur für „FILMFRAUEN. DIE INTERVIEWS“ (ZDFkultur)
- 2020 Grand Prix für „White Wolves – Ghosts of the arctic“, The WorldMediaFestivals | Television & Corporate Media Awards, Deutschland
- 2020 Naturvision Filmmusikpreis für „Im Reich der Wolga – Ein Strom wird zum Meer“, Naturvision Filmfestival, Deutschland
- 2020 Best of Festival, „Afrikas geheimnisvolle Welten – Im Herzen des Vulkans“, Animal Behaviour Society Film Festival, USA
- 2020 sh:z Publikumspreis für „Stadt, Land, Fuchs“, Beste Musik für „Im Reich der Wolga“ und Beste Kamera für „Naturwunder Okawango“, Greenscreen Internationales Naturfilmfestival, Eckernförde, Deutschland
- 2020 Audience Prize für „Afrikas geheime Welten: Die Insel der Affen (Bioko)“, Wildscreen Festival, Großbritannien

## Sonstiges
Im Januar 2021 wurde im NDR Fernsehen eine Doppelfolge der Expeditionen ins Tierreich ausgestrahlt. Eine Folge behandelte Tiere in Schottland, eine zweite Tiere in Wales. In beiden Folgen waren identische Bilder von Fischottern verwendet worden. In der wesentlich später produzierten Folge über Wales wurden das ursprünglich aus Schottland stammende Material wiederverwendet ohne auf den Aufnahmeort zu verweisen. Durch die Doppelfolge fiel die zweifache Verwendung des Materials auf und war Thema der Medienberichterstattung. Röver begründete die Entscheidung, die Bilder doppelt zu senden, damit, dass das Team kein unnötiges Risiko eingehen und die seltenen Tiere nicht gefährden wollte. Darüber hinaus verwies er darauf, dass die Art und Habitate der Tiere in den beiden Ländern identisch seien und die Authentizität des Filmes daher unter der Dopplung nicht leiden würde.
Die Frage, inwiefern Naturfilme inszeniert sind und in welchem Umfang Dinge nachgestellt oder nachträglich bearbeitet werden dürfen, wird immer wieder öffentlich diskutiert. Kritiker werfen dem Genre vor, Naturfilme würden mit hohem technischem Aufwand eine Traumwelt abbilden, die aber nicht mehr dem realen Bild der Natur entspräche. Außerdem geht es oft um die Frage, inwieweit die Authentizität des Filmes leidet, wenn beispielsweise Tiere angelockt oder Szenen nachträglich im Zoo gedreht werden. Naturfilmer und Produzenten verteidigen ein gewisses Maß an Einflussnahme, solange keine unnatürlichen Verhaltensweisen gezeigt oder Tiere verletzt würden. In einem Interview sagte Röver: „Es gibt natürlich Tricks, die okay sind. Das ist immer die Frage, wie päpstlich man mit dem Thema umgeht. Wir verbieten nicht, ein Insekt auf ein anderes Blatt zu setzen, wenn man es dort besser filmen kann. (…) Verboten ist, Tiere zu quälen oder sie zu einem unnatürlichen Verhalten zu animieren.“